# Objaw Kochera
Objaw Kochera (objaw Ramsaya) – patologiczny objaw występujący w chorobie Gravesa-Basedowa, opisany przez szwajcarskiego chirurga, Emila Theodora Kochera w roku 1874 (niezależnie od Kochera odkrył go amerykański neurolog James Ramsay Hunt). Powstaje on w wyniku zaburzonej koordynacji ruchu powieki górnej i gałki ocznej. Badając chorego, należy obserwować palec umieszczony w odległości około 30 centymetrów od jego oczu, a następnie unieść go – pojawia się biały rąbek twardówki między tęczówką a powieką górną, gdyż powieka unosi się szybciej niż gałka oczna. Stanowi on zatem w badaniu fizykalnym uzupełnienie objawu Graefego.